# Acclamatio
Die Acclamatio waren bei den antiken Griechen und Römern Zurufe, die in der Art eines Sprechchores oder rhythmisch eingebracht wurden. Sie konnte Lob, Beifall, Freude, aber auch Kritik, Ablehnung oder Misstrauen ausdrücken.
Zunächst war die Acclamatio bei den Griechen eine spontane Form des Publikumsbekunden. Im Laufe der Zeit wurde daraus jedoch ein fest gefügtes Ritual, das bei bestimmten Anlässen in vorgegebener Form proklamiert wurde. Schon in Homers Ilias (1, 22) findet sich eine Form der Acclamatio. Heute sind noch einige Acclamationen von Volksversammlungen und Kultvereinen in Griechenland bekannt.
Die frühesten Formen der Acclamatio bei den Römern waren die Zurufe während Hochzeitszügen. Möglich waren etwa:
- Talasse
- Hymen, Hymenaee io
- Vale, vale, vale

Seit der spätrepublikanischen Zeit war die acclamatio das Bekunden der öffentlichen Meinung gegenüber Staatsmännern, dem Princeps und dessen Familie. Acclamiert wurde etwa, wenn die betreffende Person das Theater betrat, beim Einzug in die Stadt, während der Spiele. Ausdrucksformen waren im Positiven wie im Negativen Rufe, Klatschen, Zischen und Pfeifen, oft war der Übergang zum Beifall fließend. Ein erfolgreicher Triumphator wurde beispielsweise mit dem Ausruf Io Triumphe acclamiert.
In der Kunst der Kaiserzeit und der Spätantike gehörte die Acclamatio zu den formalisierten Darstellungsarten, die insbesondere in den Bildprogrammen der „historischen Reliefs“ eingesetzt wurden. Sie sind durch das Anheben der rechten Hand zur Gestalt des Herrschers oder Gottes gekennzeichnet. Die Symbolik wurde auch in der mittelalterlichen Kunst zur Darstellung der Anbetung Christi übernommen. Acclamatio-Szenen findet man beispielsweise am Konstantinsbogen, Galeriusbogen, Trajansbogen von Benevent und an der Basis des Theodosius-Obelisken.